# Polehčující okolnost
Polehčující okolnost je v trestním právu taková okolnost, která umožňuje soudu uložit mírnější trest. Pokud ale jde o okolnost, která je zákonným znakem trestného činu, nelze k ní jako k okolnosti polehčující přihlédnout. Jejich výčet je uveden v § 41 trestního zákoníku, protože jde ale pouze o demonstrativní výčet, polehčujícími okolnostmi tedy mohou být i jiné, v zákoně neuvedené okolnosti.

## Některé polehčující okolnosti
Polehčující okolností může zejména být, pokud pachatel:
- spáchal trestný čin poprvé a pod vlivem okolností na něm nezávislých
- spáchal trestný čin v silném rozrušení, ze soucitu nebo z nedostatku životních zkušeností
- spáchal trestný čin pod tlakem závislosti nebo podřízenosti
- spáchal trestný čin pod vlivem hrozby nebo nátlaku
- spáchal trestný čin pod vlivem tíživých osobních nebo rodinných poměrů, které si sám nezpůsobil
- spáchal trestný čin ve věku blízkém věku mladistvých
- spáchal trestný čin odvraceje útok nebo jiné nebezpečí, aniž byly zcela splněny podmínky nutné obrany nebo krajní nouze, anebo překročil meze přípustného rizika nebo meze jiné okolnosti vylučující protiprávnost
- spáchal trestný čin v právním omylu, kterého se bylo možno vyvarovat
- trestným činem způsobil nižší škodu nebo jiný menší škodlivý následek
- přičinil se o odstranění škodlivých následků trestného činu nebo dobrovolně nahradil způsobenou škodu
- svůj trestný čin sám oznámil úřadům
- napomáhal při objasňování své trestné činnosti nebo významně přispěl k objasnění trestného činu spáchaného jiným
- přispěl zejména jako spolupracující obviněný k objasňování trestné činnosti spáchané členy organizované skupiny, ve spojení s organizovanou skupinou nebo ve prospěch organizované zločinecké skupiny
- trestného činu upřímně litoval
- vedl před spácháním trestného činu řádný život